# David Daugaard

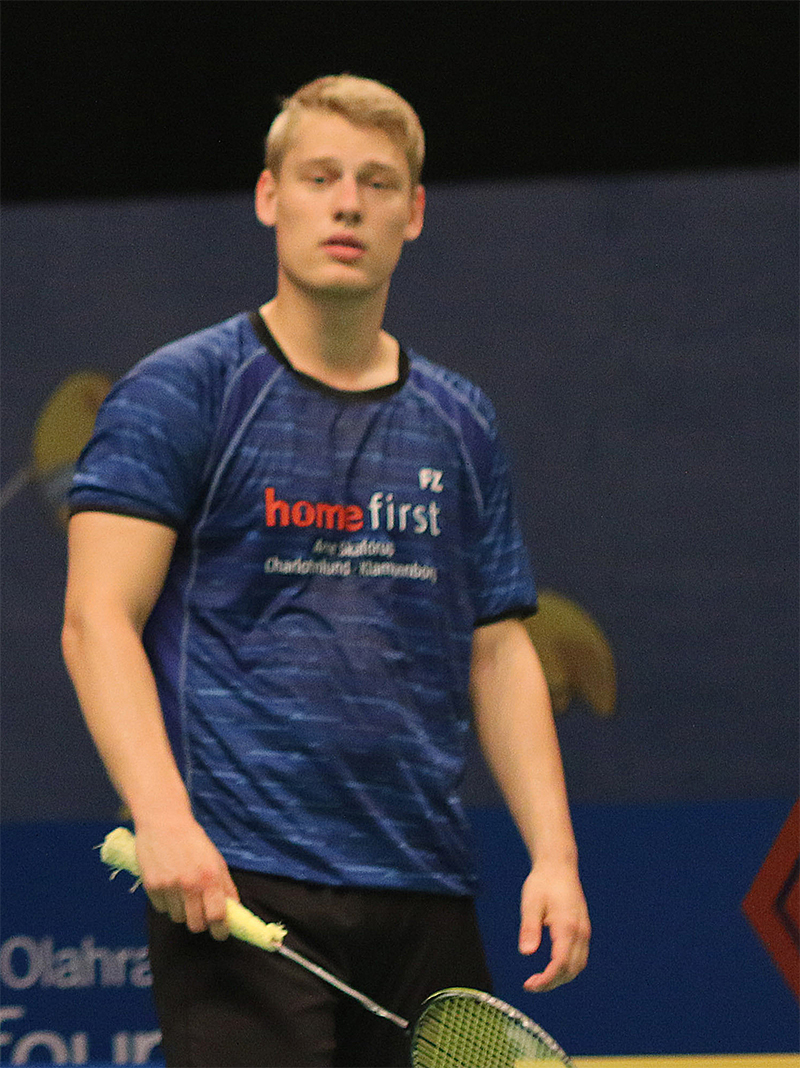
David Daugaard, 2017

David Daugaard (* 27. Dezember 1994) ist ein dänischer Badmintonspieler.

## Karriere
David Daugaard wurde zu Beginn seiner Karriere in Dänemark mehrfach Juniorenmeister. Des Weiteren gewann er die Swiss Juniors 2012, den Danish Junior Cup 2012 und das Hungarian Juniors 2012. 2013 wurde er Junioreneuropameister. Bei den Erwachsenen wurde er bei den Denmark International 2013 Dritter. Bei der nationalen Meisterschaft 2014 gewann er Silber. Im gleichen Jahr gewann er zusammen mit Mathias Christiansen das Herrendoppel bei den Greece International.